# Olav Duun
Olav Duun (né le 21 novembre 1876 dans le Nord-Trøndelag et mort le 13 octobre 1939 à Tønsberg) est un romancier norvégien. Ses œuvres s'attachent à peindre la nature et les habitants des fjords.

## Biographie
Il est un simple chevrier quand, à 25 ans, il se lance dans de tardives études qui lui permettront de devenir professeur. Fortement impressionné par la lecture de l'œuvre de Dostoïevski, il publie ses premiers romans à l'âge de 31 ans, où il déploie une vaste méditation sur la condition humaine à l'instar de Knut Hamsun et Sigrid Undset, les deux autres grands romanciers norvégiens de son temps. 
Il est surtout connu pour la publication, entre 1918 et 1923, d'une série de huit roman intitulée Juvikfolket (Les gens de Juvika), qui décrit la vie d'une communauté rurale isolée de Norvège.
Soucieux de rendre l'authenticité du parler populaire de ses personnages, il emploie le nynorsk et des éléments de la langue régional de Namdalen, ainsi que d'autres formes radicales, qui rompent avec le haut norvégien contemporain alors en vigueur dans la littérature norvégienne.

## Quelques œuvres
- På tvert (Au contraire) (1909)
- Gamal jord (Vieille terre) (1911)
- Tre venner (Trois amis) (1914)
- Det gode samvite (La bonne conscience) (1916)
- Juvikfolket (Les gens de Juvika) (1918–1923), série de huit romans
- Medmenneske (Compagnons humains) (1929)
- Ragnhild (1931)
- Ettermaele (1932) La Réputation, traduit par Élisabeth et Éric Eydoux, Paris, Flammarion, 1999 ; réédition, Paris, Cambourakis, 2023  (ISBN 978-2-36624-781-7)
- Siste leveåre (Au cours des dernières années) (1933)
- Samtid (Nos contemporains) (1936)
- Menneske og maktene (L'homme et les puissances) (1938)